# Соджу

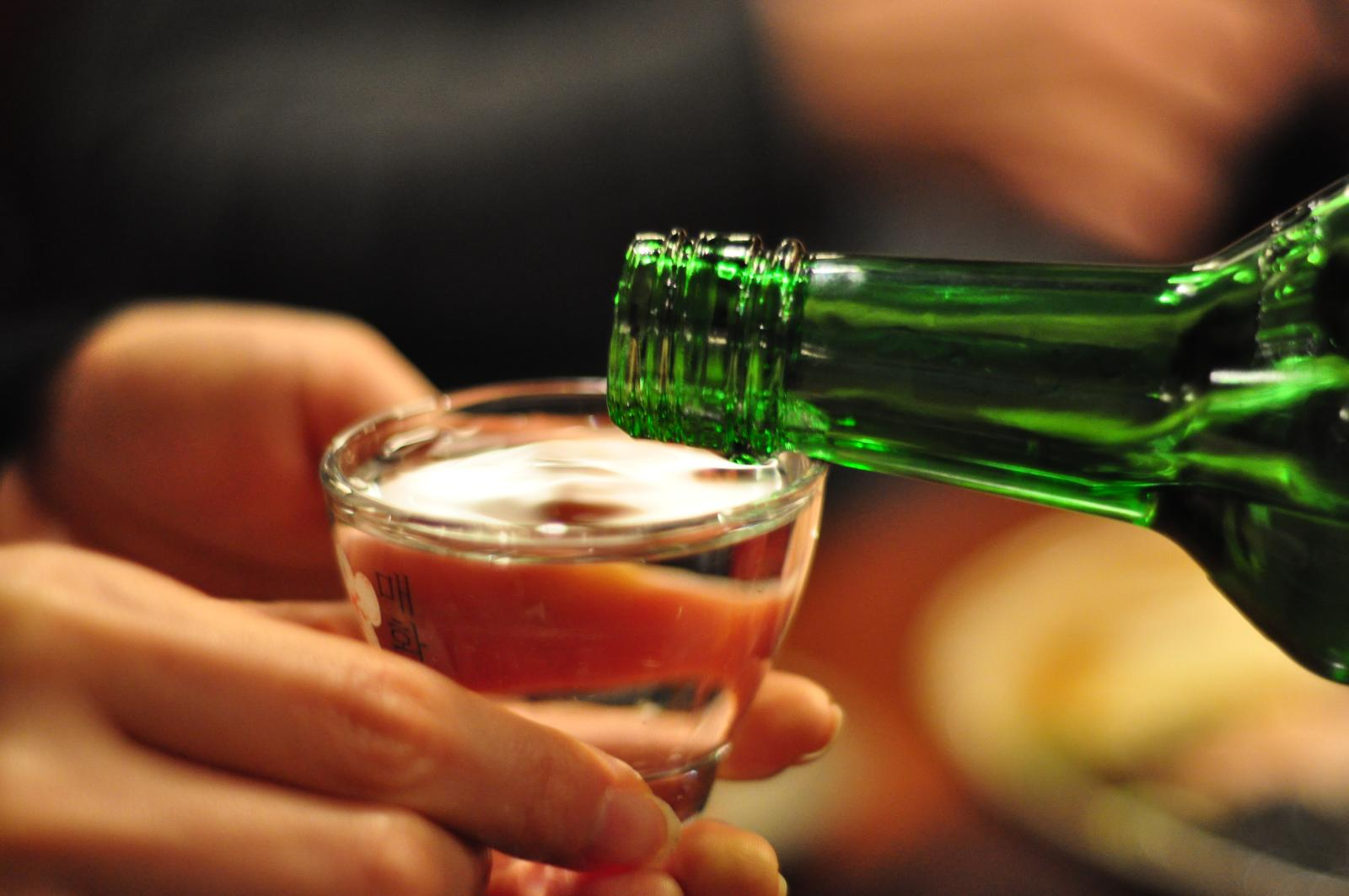
Соджу в бокале

Со́джу (кор. 소주?, 燒酒?) — традиционный  корейский алкогольный напиток. 
Изготавливается в основном из сладкого картофеля или из зерна; представляет собой прозрачную жидкость с характерным запахом спирта, сладковатую на вкус. 
Объёмная доля спирта может составлять от 13 % до 45 % (наиболее популярный вариант 20 %). 
В Корее является основным алкогольным напитком и возведён в ранг одной из местных достопримечательностей. 
В Южной Корее в городе Андон существует музей соджу.

## История
Впервые соджу появилось около 1300 года во время монгольского вторжения в Корею. Монголы принесли с собой технологию дистилляции, которую в свою очередь переняли от персов во время походов в Центральную Азию.
С 1965 по 1991 годы, в качестве меры по уменьшению расхода риса, правительство Южной Кореи запретило традиционный метод перегонки соджу из чистого зерна. Соджу стали делать путём разведения этилового спирта и добавления ароматизаторов (фруктоза и др.). Значительная часть марок соджу, производимых в настоящее время, делаются именно таким способом. Южнокорейское государство регулирует процент производимого путём разбавления соджу на уровне не более 35 % от общего количества.
В настоящее время соджу — главный алкогольный напиток как в Южной, так и в Северной Корее. В Южной Корее в 2004 году было потреблено более 3 млрд бутылок соджу. Кроме того, один из брендов соджу — южнокорейский Jinro, является лидером среди алкогольных брендов в мире по объёмам продаж. В 2008 году было продано 75,99 млн ящиков этого напитка. Более 90 % продукции Jinro продаётся в Южной Корее.

## Изготовление

### Чистое соджу
Основным сырьём при производстве соджу является сладкий картофель и зерновые культуры — рис и пшеница. Технологический цикл производства соджу включает в себя несколько этапов: 
- на первом этапе сырьё размалывают и отжимают;
- на втором этапе приготавливается брага — размолотое и отжатое сырьё хранится в специальных сосудах, где постепенно накапливает этиловый спирт;
- третий этап — это непосредственно перегонка браги в готовый продукт.

Соджу фильтруется через древесный уголь, изготовляемый из бамбука определённого (для оптимального процесса) сорта и возраста.

## Употребление
Разбавляют соджу обычно спрайтом, тоником или сиропом. Различные вкусовые добавки и ароматизаторы добавляют вкусу соджу лимонный, дынный, арбузный оттенки. 
Соджу редко добавляют в коктейли, однако в последнее время[когда?] это стало распространённой практикой. 
Среди мужчин популярен напиток поктанджу — он представляет собой стопку соджу, опущенную на дно кружки с пивом. Пьётся залпом. Более крепкий аналог — сусо поктанджу — в большой бокал соджу ставится небольшая стопка с пивом.

### Корейский этикет
- Соджу разливается в небольшие стеклянные стопки. Обычной закуской являются блюда из мяса или рыбы.
- Наливать соджу принято двумя руками. Наливать напиток самому себе — дурной тон
- Рюмку соджу нужно выпить до конца, и лишь после этого наполнять заново.
- Более молодые корейцы не пьют соджу перед старшими. Сидя за одним столом, следует отвернуться и только после этого приложиться к стакану. Другое поведение является признаком неуважения.